# Stelis globiflora
Stelis globiflora är en orkidéart som beskrevs av Heinrich Gustav Reichenbach. Stelis globiflora ingår i släktet Stelis och familjen orkidéer. Inga underarter finns listade i Catalogue of Life.